# Hit Me Off
Hit Me Off è un singolo del gruppo statunitense New Edition, pubblicato nel 1996 come primo singolo dal loro sesto album in studio, Home Again.

## Descrizione
Si tratta del primo singolo dei New Edition da N.E. Heartbreak, pubblicato nel 1989.
Il brano presenta le voci di tutti e sei i membri del gruppo.
Hit Me Off campiona Storm King di Bob James, I Got Cha Opin di Black Moon e One Nation Under a Groove dei Funkadelic.
Il singolo ha debuttato, raggiungendo il suo picco in calssifica, alla posizione numero 3 negli Stati Uniti, vendendo complessivamente 600000 copie, garantendo al gruppo un disco d'oro. Ha ricevuto un disco d'oro anche in Nuova Zelanda, dove è arrivato secondo in classifica.

## Tracce
1) Hit Me Off (N.E. Spyder and Shaq D) - 6:00
2) Hit Me Off (The Trackmasters E.C. Joint) - 4:27
3) Hit Me Off ("G" Formulated Mix) - 5:01
4) Hit Me Off (Franktified Club Version) - 7:34
5) Hit Me Off (Album Edit) - 4:21